# Philippe Coutinho
Philippe Coutinho Correia (Rio de Janeiro, 12 giugno 1992) è un calciatore brasiliano, centrocampista del Vasco da Gama.
Cresciuto nel Vasco da Gama, ha debuttato con il club brasiliano all'età di diciassette anni. A diciott'anni è stato acquistato dall'Inter, con cui ha vinto in due anni una Coppa Italia e una Supercoppa italiana. Dopo la parentesi in prestito all'Espanyol e un breve ritorno all'Inter, dal 2013 ha vestito la maglia del Liverpool, con cui in un quinquennio si è affermato come uno dei migliori talenti del panorama internazionale. Ceduto al Barcellona per una somma record per il club catalano, dopo una stagione e mezza si è trasferito in prestito al Bayern Monaco, con cui ha vinto una Champions League, per poi rientrare nelle file del club spagnolo. Nel 2022 è passato all'Aston Villa.
Con la nazionale brasiliana ha partecipato a tre edizioni della Coppa America (2015, 2016 e 2019, vincendo quest'ultima) e ad una del campionato del mondo (2018).

## Biografia
Sposatosi il 27 dicembre 2012 in Brasile con Aine, nel 2010 è stato inserito nella lista dei migliori calciatori nati dopo il 1989 stilata da Don Balón. Nel 2012 è stato inserito nella lista dei migliori calciatori nati dopo il 1991 stilata da Don Balón.

## Caratteristiche tecniche
È un trequartista molto abile nei dribbling e nel servire assist, dotato di agilità, velocità e visione di gioco. Possiede un'ottima tecnica individuale ed è dotato di un efficace dribbling. Ha cambiato ruolo nel tempo, ricoprendo sempre di più il ruolo di esterno nel 4-3-3: è solito partire largo per accentrarsi, soprattutto da sinistra. L'ex attaccante brasiliano Careca l'ha accostato al connazionale Zico per le caratteristiche tecniche. Al Barcellona ricopriva il ruolo di mezzala sinistra.

## Carriera

### Club

#### Gli inizi, Vasco da Gama
Coutinho si fa notare nelle giovanili del Vasco da Gama e viene presto chiamato nella nazionale di calcio brasiliana under 15. Nel luglio 2008, all'età di 16 anni, viene acquistato dall'Inter per 4 milioni di euro. Rimane al Vasco in prestito per due anni (poiché la FIFA vieta il trasferimento internazionale di calciatori fino a quando non hanno raggiunto i 18 anni) e diventa un giocatore regolare della prima squadra nonostante la sua giovane età. Nel 2009 aiuta il Vasco a vincere il titolo della Série B e ad ottenere la promozione. Nel 2010, colleziona 31 presenze e segna 5 gol in tutte le competizioni, affermandosi come un giocatore chiave della prima squadra.

#### Inter e parentesi all'Espanyol

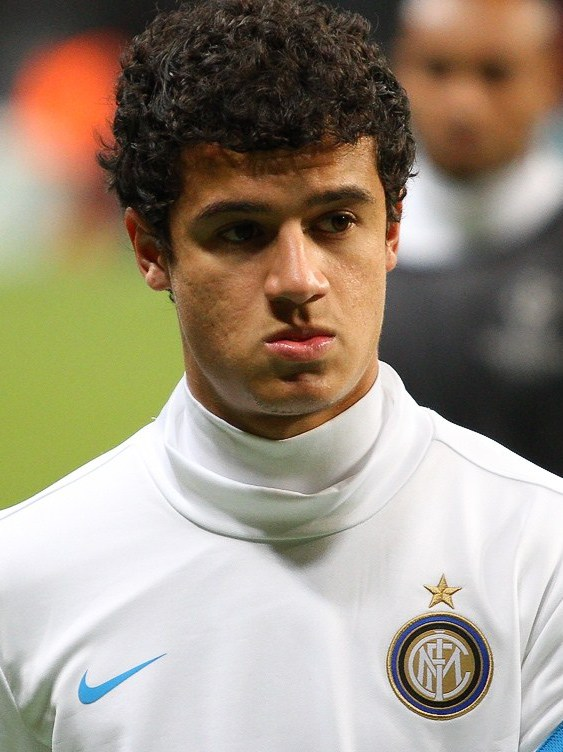
Coutinho prima della partita tra CSKA Mosca-Inter del settembre 2011

Il 15 luglio 2010 si unisce al ritiro dell'Inter ad Appiano Gentile, venendo ufficialmente presentato in conferenza stampa il 19 luglio. Il 21 agosto, pur senza scendere in campo, vince il suo primo trofeo con la maglia nerazzurra: la Supercoppa di lega, che l'Inter vince battendo per 3-1 la Roma. Fa il suo debutto la settimana seguente, esattamente venerdì 27 agosto, subentrando a Wesley Sneijder al 79' della gara di Supercoppa Europea persa 2-0 contro l'Atletico Madrid.
Il 30 agosto esordisce in Serie A, entrando in campo al 61' di Bologna-Inter (0-0) per sostituire Goran Pandev. A dicembre è vittima di un infortunio che gli impedisce di partecipare al Mondiale per club, vinto dall'Inter. Segna il suo primo gol in Serie A, e il primo con l'Inter, l'8 maggio 2011, nella partita vinta 3-1 contro la Fiorentina. Dopo aver contribuito alla vittoria del Brasile nel Mondiale Under-20, la stagione 2011-12 inizia senza acuti per il brasiliano. Il 19 novembre, di ritorno dopo un infortunio, segna la prima rete stagionale nella gara di campionato vinta 2-1 contro il Cagliari.
Il 30 gennaio 2012 passa in prestito ai catalani dell'Espanyol fino al termine della stagione e con la garanzia di giocare almeno il 50% delle partite. Debutta da titolare il 4 febbraio nel 3-3 contro l'Athletic Bilbao uscendo per crampi al minuto 61. Segna i suoi primi due gol con la nuova maglia l'11 marzo nella sfida vinta per 5-1 contro il Rayo Vallecano. Conclude la sua esperienza spagnola con 16 presenze e 5 gol e torna all'Inter.
Grazie alle sue prestazioni con l'Espanyol viene nominato giocatore rivelazione della Liga Spagnola della stagione 2011-2012.
Terminato il prestito all'Espanyol, ritorna all'Inter per la stagione 2012-2013. Il 2 agosto 2012, nell'andata del terzo turno preliminare di Europa League contro i croati dell'Hajduk Spalato, segna il suo primo gol europeo con la squadra nerazzurra.
Il 26 agosto, nella prima giornata di campionato contro il Pescara, entra in campo nella ripresa subentrando ad Antonio Cassano e segna il gol del 3-0 su assist di Diego Milito. Il 4 ottobre segna la sua terza rete stagionale, con un colpo di tacco, nell'incontro di Europa League vinto 3-1 in Azerbaigian contro il Neftchi Baku. Nella partita contro il Partizan Belgrado del 25 ottobre rimedia un infortunio alla tibia: torna in campo il 18 novembre, in Inter-Cagliari di campionato. A causa di ripetuti problemi fisici, il 18 dicembre la società gli concede anticipatamente il permesso di tornare in Brasile per il suo matrimonio, che si tiene il 27 dicembre.

#### Liverpool
Nel gennaio del 2013 viene ceduto a titolo definitivo al Liverpool per 10 milioni di euro (più 3 legati al rendimento del giocatore); sceglie la maglia numero 10. Esordisce l'11 febbraio 2013 nella sconfitta interna per 2-0 contro il West Bromwich Albion. Coutinho segna il suo primo gol con la maglia dei Reds il 17 febbraio 2013, nella gara casalinga contro lo Swansea.

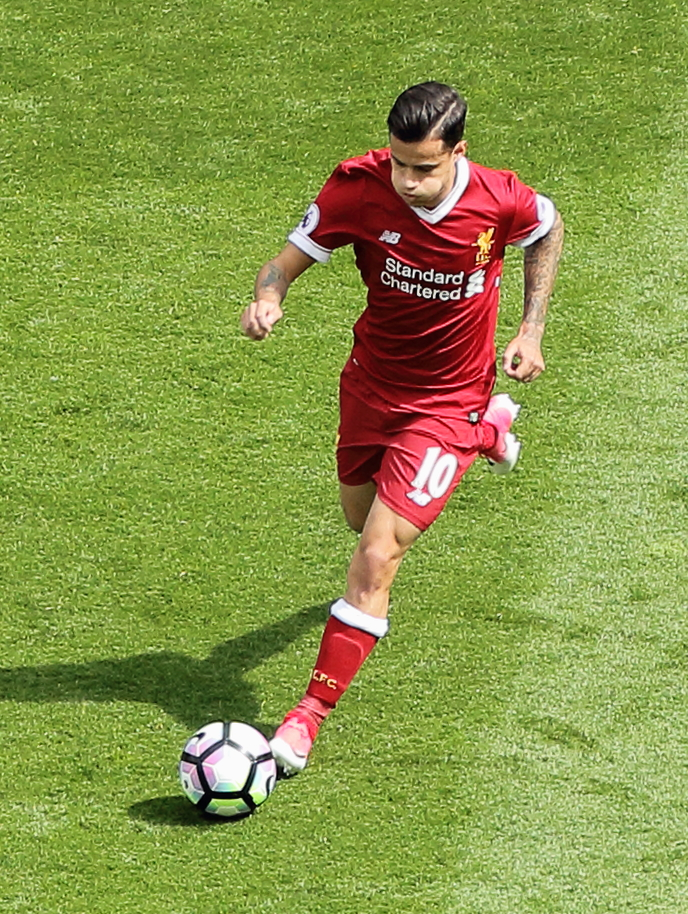
Coutinho in azione con la maglia del Liverpool nel 2017

Nella sua seconda stagione al Liverpool diventa uno dei perni principali della squadra allenata da Brendan Rodgers e contribuisce al secondo posto in Premier League ottenuto dalla sua squadra. Il primo gol lo mette a segno nel derby di Liverpool contro l'Everton pareggiato per 3-3. Nell'ultima parte di stagione è protagonista segnando a due big del calcio inglese, ovvero Tottenham, nella vittoria per 4-0, e Manchester City, nella vittoria per 3-2. Il 27 agosto 2013 esordisce in Football League cup nella partita vinta 4-2 dopo i tempi supplementari contro il Notts County, mentre 5 gennaio 2014 esordisce nella coppa Inglese più prestigiosa, la FA Cup, nella vittoria per 2-0 contro l'Oldham Athletic. Nonostante la sua squadra sia stata in testa per gran parte del campionato nelle ultime giornate, complice la sconfitta interna per 2-0 contro il Chelsea e il pareggio esterno per 3-3 contro il Crystal Palace, alla fine del campionato cede il primo posto al Manchester City.
Il 19 settembre 2014 esordisce con la maglia del Liverpool in Champions League nella gara vinta 2-1 contro il Ludogorets. La sua squadra tuttavia non riesce a superare la fase a gironi e viene declassata in Europa League dove viene eliminata subito per mano dei turchi del Beşiktaş. Coutinho gioca la prima partita vinta 1-0 in casa. Il 4 febbraio 2015 trova il primo gol in FA Cup nella gara vinta 2-1 sul campo del Bolton. La squadra quest'anno non riesce a riproporre i risultati della passata stagione infatti si classifica solo 5a a fine stagione riuscendo ad ottenere il pass per entrare in Europa League.
La stagione 2015-2016 comincia subito bene per lui: infatti trova il primo gol stagionale alla prima giornata nella vittoria per 1-0 sul campo dello Stoke City. Successivamente avviene il cambio in panchina, che vede il nuovo tecnico tedesco Jurgen Klopp prendere il posto dell'uscente Brendan Rodgers. Il 31 ottobre 2015 Coutinho mette a segno la sua prima doppietta della carriera e con la maglia del Liverpool nella vittoria esterna sul campo del Chelsea per 3-1. Il 28 febbraio 2016 arriva il suo primo gol in Football League cup nella finale persa poi i ai calci di rigore contro il Manchester City. Il 17 marzo arriva il suo primo gol in Europa con la maglia del Liverpool nella gara pareggiata per 1-1 sul campo del Manchester United. Mentre in Premier League il rendimento della squadra è altalenante, in Europa League Coutinho e compagni arrivano fino in finale perdendola contro gli spagnoli del Siviglia per 3-1. In questa occasione regala l'assist al compagno Sturridge per il momentaneo 1-0 degli inglesi.
Il 6 dicembre 2017 sigla la sua prima tripletta in carriera in una competizione europea nel 7-0 interno contro lo Spartak Mosca in Champions League.

#### Barcellona e prestito al Bayern Monaco

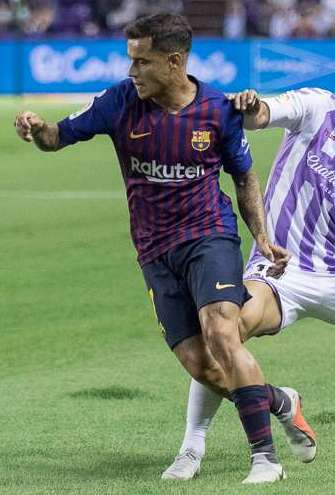
Coutinho con il Barcellona nel 2018

Il 6 gennaio 2018 il Barcellona comunica di aver raggiunto un accordo per il trasferimento a titolo definitivo del calciatore brasiliano. Secondo le fonti specializzate, la cifra versata dagli spagnoli sarebbe pari a 120 milioni di euro più altri 40 milioni di bonus legati al raggiungimento di determinati obiettivi, 5 di questi legati alla vittoria della Champions; l'esborso potenziale di 160 milioni di euro rende Coutinho il terzo calciatore più costoso di sempre, dietro al connazionale Neymar e al francese Mbappé, e l'acquisto più oneroso nella storia del Barcellona, superando il precedente primato che spettava a Dembélé. Esordisce con la maglia blaugrana il 25 gennaio successivo, subentrando ad Iniesta nel derby contro l'Espanyol (2-0) valido per i quarti di finale di Copa del Rey; il primo gol lo realizza invece l'8 febbraio contro il Valencia (2-0), nella semifinale di ritorno della stessa Coppa nazionale. Il 13 maggio realizza una tripletta nella sconfitta per 5-4 contro il Levante.
Nella stagione 2018-2019 colleziona 34 presenze e 5 gol in campionato, che diventano 54 presenze e 11 reti contando tutte le competizioni. Il suo rendimento è però generalmente inferiore alle grandi aspettative generate dal costo del suo cartellino.
Il 16 agosto 2019 il Bayern Monaco comunica di aver raggiunto una base di accordo per il passaggio in prestito di Coutinho dal Barcellona. Il trasferimento viene completato tre giorni dopo, con il brasiliano che si trasferisce in prestito oneroso (8,5 milioni di euro) con diritto di riscatto fissato a 120 milioni. Il suo esordio avviene il 24 agosto 2019, nella vittoria ai danni dello Schalke 04 per 0-3. Il 21 settembre segna il suo primo gol in campionato contro il Colonia (gara terminata 4-0 per il Bayern Monaco). Si ripete anche la giornata successiva, nella trasferta contro il Paderborn. Il 14 dicembre 2019 realizza una tripletta contro il Werder Brema (6-1). Il 14 agosto 2020 realizza una doppietta proprio contro il Barcellona, nella vittoria per 8-2 dei bavaresi nei quarti di finale disputatisi in gara unica a Lisbona. Il 23 agosto vince la sua prima Champions League grazie alla vittoria per 1-0 dei bavaresi contro il Paris Saint-Germain. Pur senza essere titolare contribuisce ai successi del club realizzando 11 gol in 38 partite tra campionato e coppe.
Al termine della stagione fa ritorno al Barcellona; incluso sin da subito nel progetto del nuovo allenatore dei catalani Ronald Koeman, a dicembre subisce un infortunio al menisco che lo tiene lontano dai campi per qualche mese.

#### Aston Villa e prestito all'Al Duhail
L'11 gennaio 2022 viene ufficializzata la cessione in prestito all'Aston Villa, club di Premier allenato dal suo ex compagno al Liverpool Steven Gerrard. Coutinho sceglie di indossare la maglia numero 23. Quattro giorni dopo al debutto contro il Manchester Utd, subentrando al 68º minuto, mette a referto un gol e un assist, risultando decisivo per il 2-2 finale. Visto il buon rendimento offerto dal suo arrivo, il 12 maggio 2022 le due società comunicano di aver trovato un accordo per il passaggio a titolo definitivo del brasiliano ai Villans per la cifra di 20 milioni di euro.
L'8 settembre 2023 passa in prestito annuale all'Al-Duhail. Venti giorni dopo fa il proprio debutto ufficiale con la maglia grigiorossa, mettendo a segno la rete decisiva per la vittoria della propria squadra in casa dell'Al-Markhiya. Si ripete il 17 dicembre, in una sconfitta casalinga contro l'Al-Wakrah. Al termine della stagione torna al club inglese.

#### Ritorno al Vasco da Gama
Il 10 luglio 2024 passa in prestito annuale al Vasco da Gama, tornando nel club brasiliano a distanza di 14 anni. Il 4 luglio 2025, alla scadenza del prestito, i due club trovano l'accordo per la cessione a titolo definitivo in favore del club brasiliano, con cui sigla un contratto valido fino al 30 giugno 2026. Il Vasco decide di affidargli la maglia numero 10.

### Nazionale

#### Nazionali giovanili
Nel 2009, all'età di 17 anni, ha partecipato al Campionato sudamericano di calcio Under-17 svoltosi in Cile mettendo a segno 3 reti in 5 presenze e conquistando così il suo primo trofeo internazionale con la maglia del Brasile Under-17. Il 17 giugno 2011, non convocato per la Copa América con la nazionale maggiore, viene chiamato dal CT dell'Under-20 Ney Franco in vista del Mondiale Under-20 da giocare in Colombia. Esordisce il 29 luglio 2011 nella partita pareggiata 1 a 1 contro l'Egitto. Il 1º agosto nella seconda partita del girone contro l'Austria segna un gol contribuendo alla vittoria per 3 a 0. Il 4 agosto nell'ultima partita del girone realizza 2 gol contro Panama. Il 18 agosto prende parte all'atto conclusivo del Mondiale Under-20 contro il Portogallo. La partita termina 3-2 per i verdeoro, che si laureano campioni del mondo per la quinta volta nella loro storia.

#### Nazionale maggiore

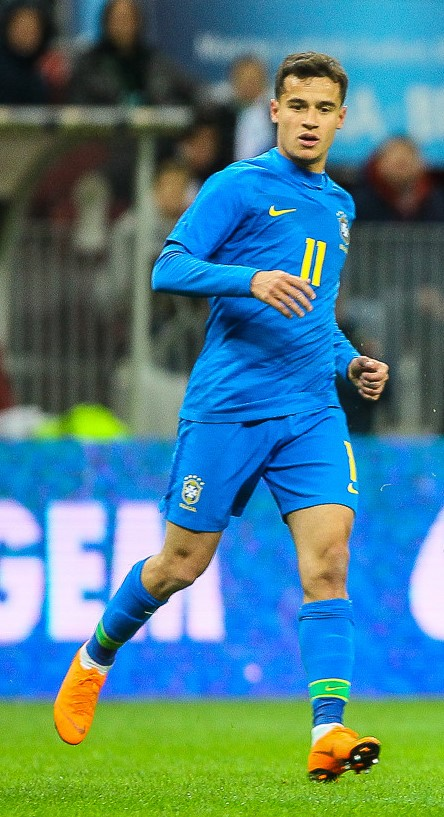
Coutinho con la maglia della Seleçao nel 2018

Segna il suo primo goal con la maglia verdeoro il 7 giugno 2015 contro il Messico. Convocato per la Copa América Centenario negli Stati Uniti, nella seconda partita del girone contro Haiti realizza la sua prima tripletta con la maglia della nazionale verdeoro.
Viene convocato per i Mondiali 2018, siglando un gol alla prima giornata nel pareggio per 1-1 contro la Svizzera. Nella seconda partita del girone in Russia contro la Costa Rica, la punta del Barcellona sblocca il match realizzando la rete dell'1-0 contro i centroamericani al 90º minuto seguita dalla rete del raddoppio al 97º di Neymar per il 2-0.
Viene convocato alla Copa América 2019 dalla nazionale brasiliana, in cui va a segno nella prima gara vinta per 3-0 sulla Bolivia con una doppietta. Alla fine della competizione vince la Coppa dopo il successo per 3-1 sul Perù in finale, ottenendo così il suo primo trofeo con la nazionale..
Il trequartista brasiliano non fa parte della lista dei convocati dei mondiali in Qatar per via di un problema muscolare che lo terrà fuori dai campi fino all’inizio del 2023.

## Statistiche

### Presenze e reti nei club
Statistiche aggiornate al 30 giugno 2025.
| Stagione             | Squadra              | Campionato           | Campionato | Campionato | Coppe nazionali | Coppe nazionali | Coppe nazionali | Coppe continentali | Coppe continentali | Coppe continentali | Altre coppe | Altre coppe | Altre coppe | Totale | Totale |
| Stagione             | Squadra              | Comp                 | Pres       | Reti       | Comp            | Pres            | Reti            | Comp               | Pres               | Reti               | Comp        | Pres        | Reti        | Pres   | Reti   |
| -------------------- | -------------------- | -------------------- | ---------- | ---------- | --------------- | --------------- | --------------- | ------------------ | ------------------ | ------------------ | ----------- | ----------- | ----------- | ------ | ------ |
| 2009                 | Vasco da Gama        | B                    | 12         | 0          | -               | -               | -               | -                  | -                  | -                  | -           | -           | -           | 12     | 0      |
| 2010                 | Vasco da Gama        | A/RJ+A               | 17+7       | 3+1        | CB              | 7               | 1               | -                  | -                  | -                  | -           | -           | -           | 31     | 5      |
| 2010-2011            | Inter                | A                    | 13         | 1          | CI              | 0               | 0               | UCL                | 6                  | 0                  | SI+SU+Cmc   | 0+1+0       | 0           | 20     | 1      |
| 2011-gen. 2012       | Inter                | A                    | 5          | 1          | CI              | 0               | 0               | UCL                | 3                  | 0                  | SI          | 0           | 0           | 8      | 1      |
| gen.-giu. 2012       | Espanyol             | PD                   | 16         | 5          | CR              | 0               | 0               | -                  | -                  | -                  | -           | -           | -           | 16     | 5      |
| 2012-gen. 2013       | Inter                | A                    | 10         | 1          | CI              | 0               | 0               | UEL                | 9                  | 2                  | -           | -           | -           | 19     | 3      |
| Totale Inter         | Totale Inter         | Totale Inter         | 28         | 3          |                 | 0               | 0               |                    | 18                 | 2                  |             | 1           | 0           | 47     | 5      |
| gen.-giu. 2013       | Liverpool            | PL                   | 13         | 3          | FACup+CdL       | 0               | 0               | UEL                | 0                  | 0                  | -           | -           | -           | 13     | 3      |
| 2013-2014            | Liverpool            | PL                   | 33         | 5          | FACup+CdL       | 3+1             | 0               | -                  | -                  | -                  | -           | -           | -           | 37     | 5      |
| 2014-2015            | Liverpool            | PL                   | 35         | 5          | FACup+CdL       | 7+4             | 3+0             | UCL+UEL            | 5+1                | 0                  | -           | -           | -           | 52     | 8      |
| 2015-2016            | Liverpool            | PL                   | 26         | 8          | FACup+CdL       | 1+3             | 1+1             | UEL                | 13                 | 2                  | -           | -           | -           | 43     | 12     |
| 2016-2017            | Liverpool            | PL                   | 31         | 13         | FACup+CdL       | 2+3             | 0+1             | -                  | -                  | -                  | -           | -           | -           | 36     | 14     |
| 2017-gen. 2018       | Liverpool            | PL                   | 14         | 7          | FACup+CdL       | 0+1             | 0               | UCL                | 5                  | 5                  | -           | -           | -           | 20     | 12     |
| Totale Liverpool     | Totale Liverpool     | Totale Liverpool     | 152        | 41         |                 | 25              | 6               |                    | 24                 | 7                  |             | -           | -           | 201    | 54     |
| gen.-giu. 2018       | Barcellona           | PD                   | 18         | 8          | CR              | 4               | 2               | UCL                | -                  | -                  | -           | -           | -           | 22     | 10     |
| 2018-2019            | Barcellona           | PD                   | 34         | 5          | CR              | 7               | 3               | UCL                | 12                 | 3                  | SS          | 1           | 0           | 54     | 11     |
| 2019-2020            | Bayern Monaco        | BL                   | 23         | 8          | CG              | 4               | 0               | UCL                | 11                 | 3                  | SG          | -           | -           | 38     | 11     |
| 2020-2021            | Barcellona           | PD                   | 12         | 2          | CR              | 0               | 0               | UCL                | 2                  | 1                  | SS          | 0           | 0           | 14     | 3      |
| 2021-gen. 2022       | Barcellona           | PD                   | 12         | 2          | CR              | -               | -               | UCL                | 4                  | 0                  | SS          | -           | -           | 16     | 2      |
| Totale Barcellona    | Totale Barcellona    | Totale Barcellona    | 76         | 17         |                 | 11              | 5               |                    | 18                 | 4                  |             | 1           | 0           | 106    | 26     |
| gen.-giu. 2022       | Aston Villa          | PL                   | 19         | 5          | FACup+CdL       | -               | -               | -                  | -                  | -                  | -           | -           | -           | 19     | 5      |
| 2022-2023            | Aston Villa          | PL                   | 20         | 1          | FACup+CdL       | 1+1             | 0+0             | -                  | -                  | -                  | -           | -           | -           | 22     | 1      |
| ago. 2023            | Aston Villa          | PL                   | 2          | 0          | FACup+CdL       | 0+0             | 0+0             | UECL               | 0                  | 0                  | -           | -           | -           | 2      | 0      |
| Totale Aston Villa   | Totale Aston Villa   | Totale Aston Villa   | 41         | 6          |                 | 2               | 0               |                    | -                  | -                  |             | -           | -           | 43     | 6      |
| 2023-2024            | Al-Duhail            | QSL                  | 16         | 3          | CQ+CdL          | 3+1             | 2+1             | ACL                | 3                  | 2                  | CdQ         | 0           | 0           | 23     | 8      |
| lug.-dic. 2024       | Vasco da Gama        | A                    | 15         | 2          | CB              | 3               | 1               | -                  | -                  | -                  | -           | -           | -           | 18     | 3      |
| 2025                 | Vasco da Gama        | A/RJ+A               | 8+9        | 2+0        | CB              | 4               | 2               | CS                 | 6                  | 1                  | -           | -           | -           | 27     | 5      |
| Totale Vasco da Gama | Totale Vasco da Gama | Totale Vasco da Gama | 25+44      | 5+3        |                 | 14              | 4               |                    | 6                  | 1                  |             | -           | -           | 88     | 13     |
| Totale carriera      | Totale carriera      | Totale carriera      | 421        | 91         |                 | 60              | 18              |                    | 80                 | 19                 |             | 2           | 0           | 562    | 128    |

### Cronologia presenze e reti in nazionale
| Cronologia completa delle presenze e delle reti in nazionale ― Brasile | Cronologia completa delle presenze e delle reti in nazionale ― Brasile | Cronologia completa delle presenze e delle reti in nazionale ― Brasile | Cronologia completa delle presenze e delle reti in nazionale ― Brasile | Cronologia completa delle presenze e delle reti in nazionale ― Brasile | Cronologia completa delle presenze e delle reti in nazionale ― Brasile | Cronologia completa delle presenze e delle reti in nazionale ― Brasile | Cronologia completa delle presenze e delle reti in nazionale ― Brasile |
| Data                                                                   | Città                                                                  | In casa                                                                | Risultato                                                              | Ospiti                                                                 | Competizione                                                           | Reti                                                                   | Note                                                                   |
| ---------------------------------------------------------------------- | ---------------------------------------------------------------------- | ---------------------------------------------------------------------- | ---------------------------------------------------------------------- | ---------------------------------------------------------------------- | ---------------------------------------------------------------------- | ---------------------------------------------------------------------- | ---------------------------------------------------------------------- |
| 7-10-2010                                                              | Abu Dhabi                                                              | Brasile                                                                | 3 – 0                                                                  | Iran                                                                   | Amichevole                                                             | -                                                                      | 46’                                                                    |
| 11-10-2010                                                             | Derby                                                                  | Brasile                                                                | 2 – 0                                                                  | Ucraina                                                                | Amichevole                                                             | -                                                                      |                                                                        |
| 5-9-2014                                                               | Miami Gardens                                                          | Brasile                                                                | 1 – 0                                                                  | Colombia                                                               | Amichevole                                                             | -                                                                      | 72’                                                                    |
| 9-9-2014                                                               | East Rutherford                                                        | Brasile                                                                | 1 – 0                                                                  | Ecuador                                                                | Amichevole                                                             | -                                                                      | 67’                                                                    |
| 14-10-2014                                                             | Singapore                                                              | Giappone                                                               | 0 – 4                                                                  | Brasile                                                                | Amichevole                                                             | -                                                                      | 46’                                                                    |
| 12-11-2014                                                             | Istanbul                                                               | Turchia                                                                | 0 – 4                                                                  | Brasile                                                                | Amichevole                                                             | -                                                                      | 73’                                                                    |
| 29-3-2015                                                              | Londra                                                                 | Brasile                                                                | 1 – 0                                                                  | Cile                                                                   | Amichevole                                                             | -                                                                      | 60’                                                                    |
| 7-6-2015                                                               | San Paolo                                                              | Brasile                                                                | 2 – 0                                                                  | Messico                                                                | Amichevole                                                             | 1                                                                      | 70’                                                                    |
| 10-6-2015                                                              | Porto Alegre                                                           | Brasile                                                                | 1 – 0                                                                  | Honduras                                                               | Amichevole                                                             | -                                                                      | 46’                                                                    |
| 17-6-2015                                                              | Santiago del Cile                                                      | Brasile                                                                | 0 – 1                                                                  | Colombia                                                               | Coppa America 2015 - 1º turno                                          | -                                                                      | 46’                                                                    |
| 21-6-2015                                                              | Santiago del Cile                                                      | Brasile                                                                | 2 – 1                                                                  | Venezuela                                                              | Coppa America 2015 - 1º turno                                          | -                                                                      | 67’                                                                    |
| 27-6-2015                                                              | Concepción                                                             | Brasile                                                                | 1 – 1 (3 – 4 dtr)                                                      | Paraguay                                                               | Coppa America 2015 - Quarti di finale                                  | -                                                                      | 76’                                                                    |
| 5-9-2015                                                               | Harrison                                                               | Brasile                                                                | 1 – 0                                                                  | Costa Rica                                                             | Amichevole                                                             | -                                                                      | 67’                                                                    |
| 25-3-2016                                                              | Recife                                                                 | Brasile                                                                | 2 – 2                                                                  | Uruguay                                                                | Qual. Mondiali 2018                                                    | -                                                                      | 66’                                                                    |
| 30-5-2016                                                              | Commerce City                                                          | Panama                                                                 | 0 – 2                                                                  | Brasile                                                                | Amichevole                                                             | -                                                                      | 80’                                                                    |
| 5-6-2016                                                               | Pasadena                                                               | Ecuador                                                                | 0 – 0                                                                  | Brasile                                                                | Coppa America Centenario - 1º turno                                    | -                                                                      |                                                                        |
| 8-6-2016                                                               | Orlando                                                                | Brasile                                                                | 7 – 1                                                                  | Haiti                                                                  | Coppa America Centenario - 1º turno                                    | 3                                                                      |                                                                        |
| 13-6-2016                                                              | Foxborough                                                             | Brasile                                                                | 0 – 1                                                                  | Perù                                                                   | Coppa America Centenario - 1º turno                                    | -                                                                      |                                                                        |
| 1-9-2016                                                               | Quito                                                                  | Ecuador                                                                | 0 – 3                                                                  | Brasile                                                                | Qual. Mondiali 2018                                                    | -                                                                      | 61’                                                                    |
| 6-9-2016                                                               | Manaus                                                                 | Brasile                                                                | 2 – 1                                                                  | Colombia                                                               | Qual. Mondiali 2018                                                    | -                                                                      | 65’                                                                    |
| 6-10-2016                                                              | Natal                                                                  | Brasile                                                                | 5 – 0                                                                  | Bolivia                                                                | Qual. Mondiali 2018                                                    | 1                                                                      |                                                                        |
| 11-10-2016                                                             | Mérida                                                                 | Venezuela                                                              | 0 – 2                                                                  | Brasile                                                                | Qual. Mondiali 2018                                                    | -                                                                      | 83’                                                                    |
| 11-11-2016                                                             | Belo Horizonte                                                         | Brasile                                                                | 3 – 0                                                                  | Argentina                                                              | Qual. Mondiali 2018                                                    | 1                                                                      | 84’                                                                    |
| 16-11-2016                                                             | Lima                                                                   | Perù                                                                   | 0 – 2                                                                  | Brasile                                                                | Qual. Mondiali 2018                                                    | -                                                                      | 86’                                                                    |
| 24-3-2017                                                              | Montevideo                                                             | Uruguay                                                                | 1 – 4                                                                  | Brasile                                                                | Qual. Mondiali 2018                                                    | -                                                                      | 86’                                                                    |
| 28-3-2017                                                              | San Paolo                                                              | Brasile                                                                | 3 – 0                                                                  | Paraguay                                                               | Qual. Mondiali 2018                                                    | 1                                                                      | 87’                                                                    |
| 9-6-2017                                                               | Melbourne                                                              | Brasile                                                                | 0 – 1                                                                  | Argentina                                                              | Amichevole                                                             | -                                                                      |                                                                        |
| 13-6-2017                                                              | Melbourne                                                              | Australia                                                              | 0 – 4                                                                  | Brasile                                                                | Amichevole                                                             | -                                                                      | cap. 71’                                                               |
| 1-9-2017                                                               | Porto Alegre                                                           | Brasile                                                                | 2 – 0                                                                  | Ecuador                                                                | Qual. Mondiali 2018                                                    | 1                                                                      | 58’                                                                    |
| 5-9-2017                                                               | Barranquilla                                                           | Colombia                                                               | 1 – 1                                                                  | Brasile                                                                | Qual. Mondiali 2018                                                    | -                                                                      | 75’                                                                    |
| 5-10-2017                                                              | La Paz                                                                 | Bolivia                                                                | 0 – 0                                                                  | Brasile                                                                | Qual. Mondiali 2018                                                    | -                                                                      | 66’                                                                    |
| 10-10-2017                                                             | San Paolo                                                              | Brasile                                                                | 3 – 0                                                                  | Cile                                                                   | Qual. Mondiali 2018                                                    | -                                                                      | 40’ - 87’                                                              |
| 14-11-2017                                                             | Londra                                                                 | Inghilterra                                                            | 0 – 0                                                                  | Brasile                                                                | Amichevole                                                             | -                                                                      | 68’                                                                    |
| 23-3-2018                                                              | Mosca                                                                  | Russia                                                                 | 0 – 3                                                                  | Brasile                                                                | Amichevole                                                             | 1                                                                      | 79’                                                                    |
| 27-3-2018                                                              | Berlino                                                                | Germania                                                               | 0 – 1                                                                  | Brasile                                                                | Amichevole                                                             | -                                                                      | 73’                                                                    |
| 3-6-2018                                                               | Liverpool                                                              | Brasile                                                                | 2 – 0                                                                  | Croazia                                                                | Amichevole                                                             | -                                                                      | 81’                                                                    |
| 10-6-2018                                                              | Vienna                                                                 | Austria                                                                | 0 – 3                                                                  | Brasile                                                                | Amichevole                                                             | 1                                                                      | 76’                                                                    |
| 17-6-2018                                                              | Rostov                                                                 | Brasile                                                                | 1 – 1                                                                  | Svizzera                                                               | Mondiali 2018 - 1º turno                                               | 1                                                                      |                                                                        |
| 22-6-2018                                                              | San Pietroburgo                                                        | Brasile                                                                | 2 – 0                                                                  | Costa Rica                                                             | Mondiali 2018 - 1º turno                                               | 1                                                                      | 81’                                                                    |
| 27-6-2018                                                              | Mosca                                                                  | Serbia                                                                 | 0 – 2                                                                  | Brasile                                                                | Mondiali 2018 - 1º turno                                               | -                                                                      | 80’                                                                    |
| 2-7-2018                                                               | Samara                                                                 | Brasile                                                                | 2 – 0                                                                  | Messico                                                                | Mondiali 2018 - Ottavi di finale                                       | -                                                                      | 86’                                                                    |
| 6-7-2018                                                               | Kazan'                                                                 | Brasile                                                                | 1 – 2                                                                  | Belgio                                                                 | Mondiali 2018 - Quarti di finale                                       | -                                                                      |                                                                        |
| 7-9-2018                                                               | East Rutherford                                                        | Stati Uniti                                                            | 0 – 2                                                                  | Brasile                                                                | Amichevole                                                             | -                                                                      | 71’                                                                    |
| 12-9-2018                                                              | Landover                                                               | Brasile                                                                | 5 – 0                                                                  | El Salvador                                                            | Amichevole                                                             | 1                                                                      | 54’                                                                    |
| 12-10-2018                                                             | Riad                                                                   | Arabia Saudita                                                         | 0 – 2                                                                  | Brasile                                                                | Amichevole                                                             | -                                                                      | 72’                                                                    |
| 16-10-2018                                                             | Gedda                                                                  | Brasile                                                                | 1 – 0                                                                  | Argentina                                                              | Amichevole                                                             | -                                                                      |                                                                        |
| 23-3-2019                                                              | Porto                                                                  | Brasile                                                                | 1 – 1                                                                  | Panama                                                                 | Amichevole                                                             | -                                                                      |                                                                        |
| 26-3-2019                                                              | Praga                                                                  | Rep. Ceca                                                              | 1 – 3                                                                  | Brasile                                                                | Amichevole                                                             | -                                                                      | 72’                                                                    |
| 6-6-2019                                                               | Brasilia                                                               | Brasile                                                                | 2 – 0                                                                  | Qatar                                                                  | Amichevole                                                             | -                                                                      | 68’                                                                    |
| 9-6-2019                                                               | Porto Alegre                                                           | Brasile                                                                | 7 – 0                                                                  | Honduras                                                               | Amichevole                                                             | 1                                                                      | 66’                                                                    |
| 14-6-2019                                                              | San Paolo                                                              | Brasile                                                                | 3 – 0                                                                  | Bolivia                                                                | Coppa America 2019 - 1º turno                                          | 2                                                                      | 66’                                                                    |
| 18-6-2019                                                              | Salvador                                                               | Brasile                                                                | 0 – 0                                                                  | Venezuela                                                              | Coppa America 2019 - 1º turno                                          | -                                                                      |                                                                        |
| 22-6-2019                                                              | San Paolo                                                              | Perù                                                                   | 0 – 5                                                                  | Brasile                                                                | Coppa America 2019 - 1º turno                                          | -                                                                      | 77’                                                                    |
| 27-6-2019                                                              | Porto Alegre                                                           | Brasile                                                                | 0 – 0 (4 – 3 dtr)                                                      | Paraguay                                                               | Coppa America 2019 - Quarti di finale                                  | -                                                                      |                                                                        |
| 2-7-2019                                                               | Belo Horizonte                                                         | Brasile                                                                | 2 – 0                                                                  | Argentina                                                              | Coppa America 2019 - Semifinale                                        | -                                                                      |                                                                        |
| 7-7-2019                                                               | Rio de Janeiro                                                         | Brasile                                                                | 3 – 1                                                                  | Perù                                                                   | Coppa America 2019 - Finale                                            | -                                                                      | 77’                                                                    |
| 7-9-2019                                                               | Miami Gardens                                                          | Brasile                                                                | 2 – 2                                                                  | Colombia                                                               | Amichevole                                                             | -                                                                      | 80’                                                                    |
| 10-9-2019                                                              | Los Angeles                                                            | Brasile                                                                | 0 – 1                                                                  | Perù                                                                   | Amichevole                                                             | -                                                                      | 84’                                                                    |
| 10-10-2019                                                             | Singapore                                                              | Brasile                                                                | 1 – 1                                                                  | Senegal                                                                | Amichevole                                                             | -                                                                      | 72’                                                                    |
| 13-10-2019                                                             | Singapore                                                              | Brasile                                                                | 1 – 1                                                                  | Nigeria                                                                | Amichevole                                                             | -                                                                      | 12’                                                                    |
| 15-11-2019                                                             | Riyad                                                                  | Brasile                                                                | 0 – 1                                                                  | Argentina                                                              | Amichevole                                                             | -                                                                      | 46’                                                                    |
| 19-11-2019                                                             | Abu Dhabi                                                              | Brasile                                                                | 3 – 0                                                                  | Corea del Sud                                                          | Amichevole                                                             | 1                                                                      |                                                                        |
| 9-10-2020                                                              | San Paolo                                                              | Brasile                                                                | 5 – 0                                                                  | Bolivia                                                                | Qual. Mondiali 2022                                                    | 1                                                                      | 77’                                                                    |
| 13-10-2020                                                             | Lima                                                                   | Perù                                                                   | 2 – 4                                                                  | Brasile                                                                | Qual. Mondiali 2022                                                    | -                                                                      |                                                                        |
| 27-1-2022                                                              | Quito                                                                  | Ecuador                                                                | 1 – 1                                                                  | Brasile                                                                | Qual. Mondiali 2022                                                    | -                                                                      | 32’                                                                    |
| 1-2-2022                                                               | Belo Horizonte                                                         | Brasile                                                                | 4 – 0                                                                  | Paraguay                                                               | Qual. Mondiali 2022                                                    | 1                                                                      | 73’                                                                    |
| 24-3-2022                                                              | Rio de Janeiro                                                         | Brasile                                                                | 4 – 0                                                                  | Cile                                                                   | Qual. Mondiali 2022                                                    | 1                                                                      | 63’                                                                    |
| 29-3-2022                                                              | La Paz                                                                 | Bolivia                                                                | 0 – 4                                                                  | Brasile                                                                | Qual. Mondiali 2022                                                    | -                                                                      | 54’                                                                    |
| 2-6-2022                                                               | Seul                                                                   | Corea del Sud                                                          | 1 – 5                                                                  | Brasile                                                                | Amichevole                                                             | 1                                                                      | 78’                                                                    |
| Totale                                                                 |                                                                        | Presenze                                                               | 68                                                                     |                                                                        | Reti                                                                   | 21                                                                     |                                                                        |

| Cronologia completa delle presenze e delle reti in nazionale (partite non ufficiali) ― Brasile | Cronologia completa delle presenze e delle reti in nazionale (partite non ufficiali) ― Brasile | Cronologia completa delle presenze e delle reti in nazionale (partite non ufficiali) ― Brasile | Cronologia completa delle presenze e delle reti in nazionale (partite non ufficiali) ― Brasile | Cronologia completa delle presenze e delle reti in nazionale (partite non ufficiali) ― Brasile | Cronologia completa delle presenze e delle reti in nazionale (partite non ufficiali) ― Brasile | Cronologia completa delle presenze e delle reti in nazionale (partite non ufficiali) ― Brasile | Cronologia completa delle presenze e delle reti in nazionale (partite non ufficiali) ― Brasile |
| Data                                                                                           | Città                                                                                          | In casa                                                                                        | Risultato                                                                                      | Ospiti                                                                                         | Competizione                                                                                   | Reti                                                                                           | Note                                                                                           |
| ---------------------------------------------------------------------------------------------- | ---------------------------------------------------------------------------------------------- | ---------------------------------------------------------------------------------------------- | ---------------------------------------------------------------------------------------------- | ---------------------------------------------------------------------------------------------- | ---------------------------------------------------------------------------------------------- | ---------------------------------------------------------------------------------------------- | ---------------------------------------------------------------------------------------------- |
| 7-9-2010                                                                                       | Barcellona                                                                                     | Barcelona B                                                                                    | 0 – 3                                                                                          | Brasile                                                                                        | Amichevole                                                                                     | -                                                                                              |                                                                                                |
| Totale                                                                                         |                                                                                                | Presenze                                                                                       | 1                                                                                              |                                                                                                | Reti                                                                                           | 0                                                                                              |                                                                                                |

| Cronologia completa delle presenze e delle reti in nazionale ― Brasile under 20 | Cronologia completa delle presenze e delle reti in nazionale ― Brasile under 20 | Cronologia completa delle presenze e delle reti in nazionale ― Brasile under 20 | Cronologia completa delle presenze e delle reti in nazionale ― Brasile under 20 | Cronologia completa delle presenze e delle reti in nazionale ― Brasile under 20 | Cronologia completa delle presenze e delle reti in nazionale ― Brasile under 20 | Cronologia completa delle presenze e delle reti in nazionale ― Brasile under 20 | Cronologia completa delle presenze e delle reti in nazionale ― Brasile under 20 |
| Data                                                                            | Città                                                                           | In casa                                                                         | Risultato                                                                       | Ospiti                                                                          | Competizione                                                                    | Reti                                                                            | Note                                                                            |
| ------------------------------------------------------------------------------- | ------------------------------------------------------------------------------- | ------------------------------------------------------------------------------- | ------------------------------------------------------------------------------- | ------------------------------------------------------------------------------- | ------------------------------------------------------------------------------- | ------------------------------------------------------------------------------- | ------------------------------------------------------------------------------- |
| 29-7-2011                                                                       | Barranquilla                                                                    | Brasile under 20                                                                | 1 – 1                                                                           | Egitto under 20                                                                 | Mondiale Under-20 2011 - 1º turno                                               | -                                                                               | [ 66 ]                                                                          |
| 1-8-2011                                                                        | Barranquilla                                                                    | Austria under 20                                                                | 0 – 3                                                                           | Brasile under 20                                                                | Mondiale Under-20 2011 - 1º turno                                               | 1                                                                               | [ 67 ]                                                                          |
| 4-8-2011                                                                        | Barranquilla                                                                    | Panama under 20                                                                 | 0 – 4                                                                           | Brasile under 20                                                                | Mondiale Under-20 2011 - 1º turno                                               | 2                                                                               | [ 68 ]                                                                          |
| 10-8-2011                                                                       | Barranquilla                                                                    | Brasile under 20                                                                | 3 – 0                                                                           | Arabia Saudita under 20                                                         | Mondiale Under-20 2011 - Ottavi di finale                                       | -                                                                               | [ 69 ]                                                                          |
| 14-8-2011                                                                       | Pereira                                                                         | Spagna under 20                                                                 | 2 – 2 dts (2 – 4 dcr)                                                           | Brasile under 20                                                                | Mondiale Under-20 2011 - Quarti di finale                                       | -                                                                               | [ 70 ]                                                                          |
| 17-8-2011                                                                       | Pereira                                                                         | Brasile under 20                                                                | 2 – 0                                                                           | Messico under 20                                                                | Mondiale Under-20 2011 - Semifinale                                             | -                                                                               | [ 71 ]                                                                          |
| 20-8-2011                                                                       | Bogotà                                                                          | Portogallo under 20                                                             | 2 – 3 dts                                                                       | Brasile under 20                                                                | Mondiale Under-20 2011 - Finale                                                 | -                                                                               | [ 72 ]                                                                          |
| Totale                                                                          |                                                                                 | Presenze                                                                        | 7                                                                               |                                                                                 | Reti                                                                            | 3                                                                               |                                                                                 |

## Palmarès

### Club

#### Competizioni nazionali
- Campeonato Brasileiro Série B: 1

Vasco da Gama: 2009
- Supercoppa italiana: 1

Inter: 2010
- Coppa Italia: 1

Inter: 2010-2011
- Campionato spagnolo: 2

Barcellona: 2017-2018, 2018-2019
- Coppa di Spagna: 2

Barcellona: 2017-2018, 2020-2021
- Supercoppa di Spagna: 1

Barcellona: 2018
- Campionato tedesco: 1

Bayern Monaco: 2019-2020
- Coppa di Germania: 1

Bayern Monaco: 2019-2020

#### Competizioni internazionali
- UEFA Champions League: 1

Bayern Monaco: 2019-2020

### Nazionale
- Campionato sudamericano Under-17: 1

Cile 2009
- Campionato mondiale Under-20: 1

Colombia 2011
- Coppa America: 1

Brasile 2019

### Individuale
- Squadra della stagione della UEFA Europa League: 1

2015-2016